# Faberrebe
Le  faberrebe  est un cépage de cuve allemand de raisins blancs.

## Origine et répartition géographique
Le cépage est une obtention de Georg Scheu dans l'institut Landesanstalt für rebenzüchtung à Alzey. L'origine génétique est vérifiée et c'est un croisement des cépages pinot blanc x müller-thurgau réalisé en 1929. Le cépage est autorisé dans de nombreux Länder en Allemagne. La superficie plantée est en régression passant de 1 909 hectares en 1994 à 1 305 hectares en 2001, et 250 hectares en 2019.

## Caractères ampélographiques
- Extrémité du jeune rameau duveteux blanc
- Feuilles adultes, à 5 lobes, avec un sinus pétiolaire en lyre ou en U

## Aptitudes culturales
La maturité est de première époque tardive: 5 - 6  jours après  le chasselas.

## Potentiel technologique
Les grappes sont moyennes et les baies sont de taille moyenne. La grappe est cylindrique et moyennement compacte. Le cépage est de bonne vigueur et fertile. Il est légèrement sensible à la pourriture grise. Le cépage donne des vins blanc sec fruité gardant une bonne acidité. En vendange tardive, la qualité des vins est élevée se rapprochant de ceux du riesling.

## Synonymes
Le  faberrebe est connu sous le sigle AZ 10.375 ou Faber